# Штокгайм (Нижня Франконія)
Штокгайм (нім. Stockheim) — громада в Німеччині, розташована в землі Баварія. Підпорядковується адміністративному округу Нижня Франконія. Входить до складу району Рен-Грабфельд. Складова частина об'єднання громад Мельріхштадт.
Площа — 19,86 км2. Населення становить 1064 ос. (станом на 31 грудня 2020).